# Microsoft Expression Studio
Microsoft Expression Studio — пакет графічних програм компанії Майкрософт, призначених для розробників і дизайнерів.
До складу Microsoft Expression Studio входять продукти:
- Microsoft Expression Web — візуальний редактор HTML.
- Microsoft Expression Blend — WYSIWYG-інструмент для проектування користувацького інтерфейсу застосунків, що створюються на основі Windows Presentation Foundation. Blend також можна розглядати як ефективний візуальний редактор для формату XAML.
- Microsoft Expression Design — професійний інструмент для графічного дизайну і підготовки ілюстрацій, який дозволяє створювати елементи користувацького інтерфейсу для настольних і web-застосунків.
- Microsoft Expression Media — Спеціальний застосунок для створення каталогів медіафайлів.
- Microsoft Expression Encoder — засіб кодування відео.

## Виноски
1. ↑   Localization and What Goes on Behind the Scenes

### Офіційні ресурси
- Microsoft Expression Home Page
  - Microsoft Expression Studio Home Page
- Microsoft Expression products web page
  - Microsoft Expression Studio product details
- Microsoft Expression Team blog

### Інші ресурси
- Expression Studio 3 overview: Expression Blend 3, Design, Web and Media overview
- Any Expression Web Help [Архівовано 1 грудня 2009 у Wayback Machine.]